# Museo Julio Sosa
 (janvier 2023).
La mise en forme du texte ne suit pas les recommandations de Wikipédia : il faut le « wikifier ».
Les points d'amélioration suivants sont les cas les plus fréquents :
- Les titres sont pré-formatés par le logiciel. Ils ne sont ni en capitales, ni en gras.
- Le texte ne doit pas être écrit en capitales (les noms de famille non plus), ni en gras, ni en italique, ni en « petit »…
- Le gras n'est utilisé que pour surligner le titre de l'article dans l'introduction, une seule fois.
- L'italique est rarement utilisé : mots en langue étrangère, titres d'œuvres, noms de bateaux, etc.
- Les citations ne sont pas en italique mais en corps de texte normal. Elles sont entourées par des guillemets français : « et ».
- Les listes à puces sont à éviter, des paragraphes rédigés étant largement préférés. Les tableaux sont à réserver à la présentation de données structurées (résultats, etc.).
- Les appels de note de bas de page (petits chiffres en exposant, introduits par l'outil «  Source ») sont à placer entre la fin de phrase et le point final[comme ça].
- Les liens internes (vers d'autres articles de Wikipédia) sont à choisir avec parcimonie. Créez des liens vers des articles approfondissant le sujet. Les termes génériques sans rapport avec le sujet sont à éviter, ainsi que les répétitions de liens vers un même terme.
- Les liens externes sont à placer uniquement dans une section « Liens externes », à la fin de l'article. Ces liens sont à choisir avec parcimonie suivant les règles définies. Si un lien sert de source à l'article, son insertion dans le texte est à faire par les notes de bas de page.
- La présentation des références doit suivre les conventions bibliographiques. Il est recommandé d'utiliser les modèles {{Ouvrage}}, {{Chapitre}}, {{Article}}, {{Lien web}} et/ou {{Bibliographie}}. Le mode d'édition visuel peut mettre en forme automatiquement les références.
- Insérer une infobox (cadre d'informations à droite) n'est pas obligatoire pour parachever la mise en page.

Pour une aide détaillée, merci de consulter Aide:Wikification.
Si vous pensez que ces points ont été résolus, vous pouvez retirer ce bandeau et améliorer la mise en forme d'un autre article.
Le Museo Julio Sosa (en français : Musée Julio Sosa) est un musée situé à Las Piedras, en Uruguay et qui est inscrit sur la liste du patrlmoine mondial culturel de l'UNESCO depuis 2009. Le musée rend particulièrement hommage à Julio Sosa, natif de Las Piedras, et qui était un des chanteurs les plus talentueux du tango rioplatense s'illustrant notamment à Buenos Aires.

## Présentation
Le Musée Julio Sosa est à la fois un espace culturel et un musée  en relation avec la culture uruguayenne, dont son objectif  est de valoriser les traditions musicales à travers un hommage à Julio Sosa, un des principaux chanteurs de tango de l'Uruguay, natif de Las Piedras, qui a triomphé en Argentine.
Le musée est situé sur les avenues Artigas et Manuel Oribe, à 350 mètres  de l' Hippodrome de Las Piedras. C'est un musée public géré directement par le Département de Canelones,.

## Collections du Musée

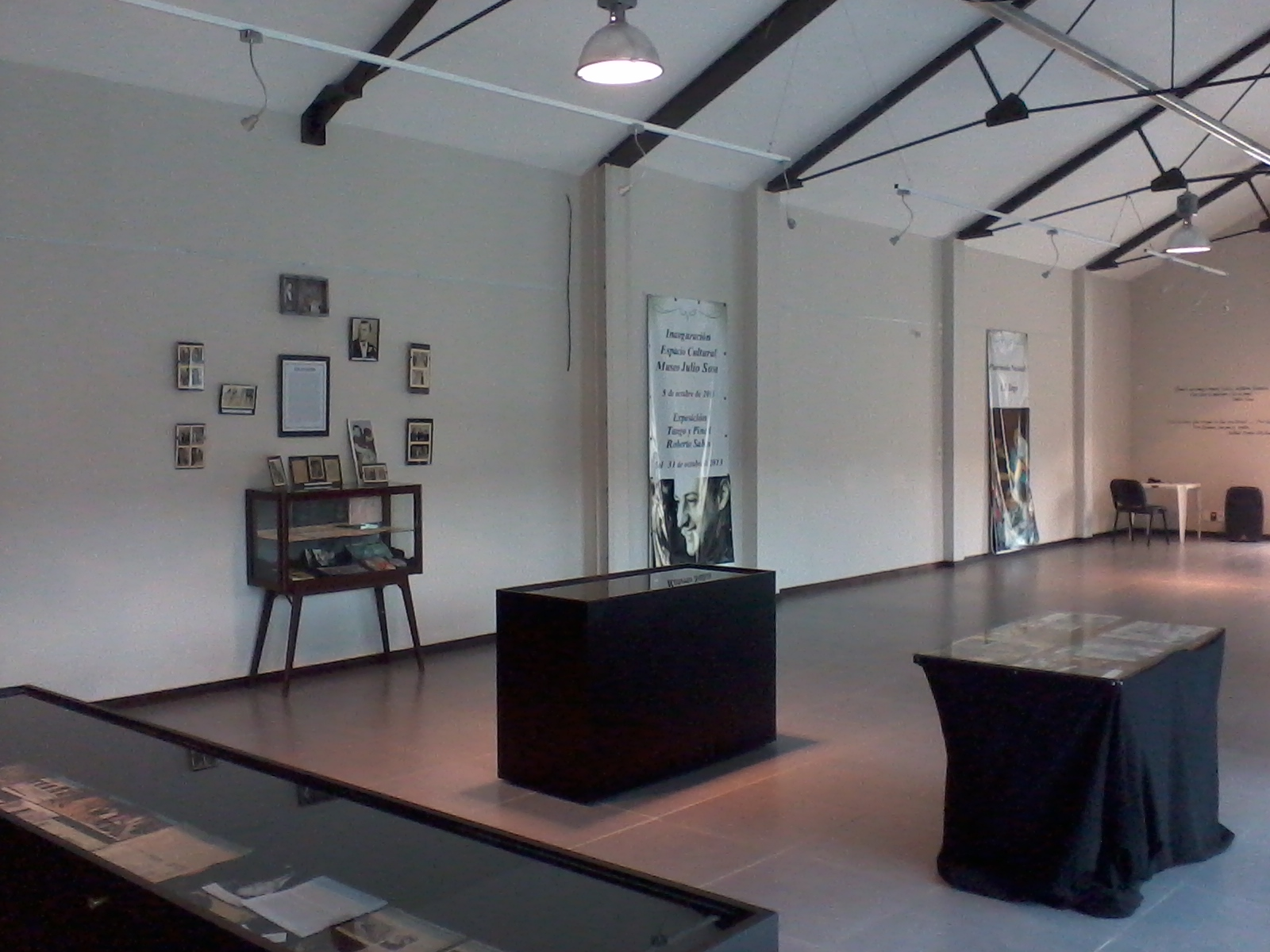
Collections de documents et d'objets appartenant au "Varón del Tango" dans le Museo Julio Sosa.

Le musée possède une grande collection d'objets, de costumes, d'images et d'articles de presse relative à Julio Sosa, surnommé le "Varón del Tango".
Le musée dispose également d'une exposition de l'artiste plasticien Roberto Sabán surnommée “Tango y Pincel” avec des techniques de peintures à l'huile et des collages composés sur le thème du tango.
L'unité thématique et technique de l'exposition de Sabán constitue un hommage au tango de arrabal y de piringundines, avec quelques accompagnements instrumentaux, dans ses peintures et la personnalité  de Carlos Gardel et principalement celle de Julio Sosa dans ses collages.
En septembre 2022 à eu lieu une rencontre d'un groupe de utilisateurs de Wikipedia Uruguay.

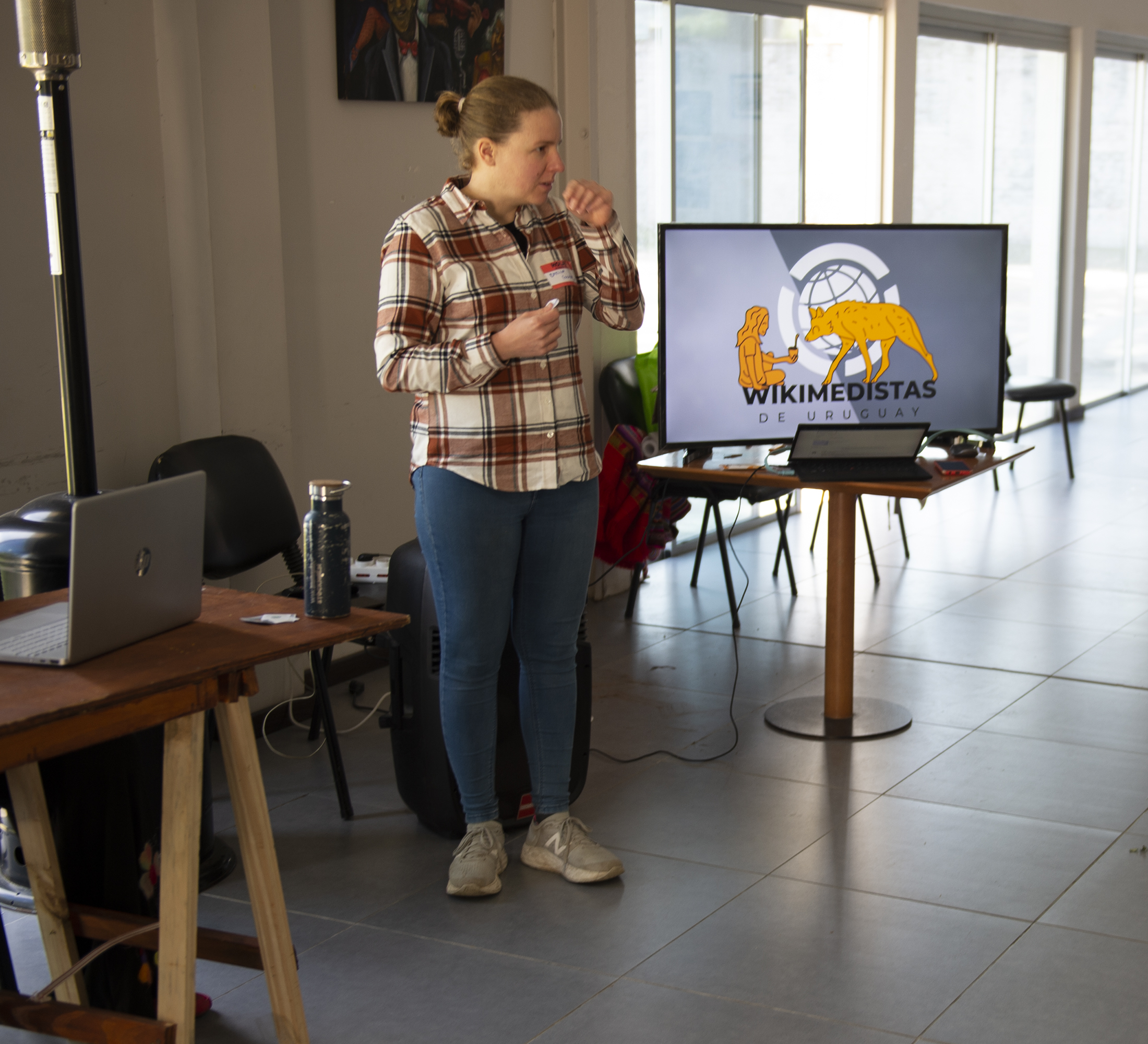
Presentación1
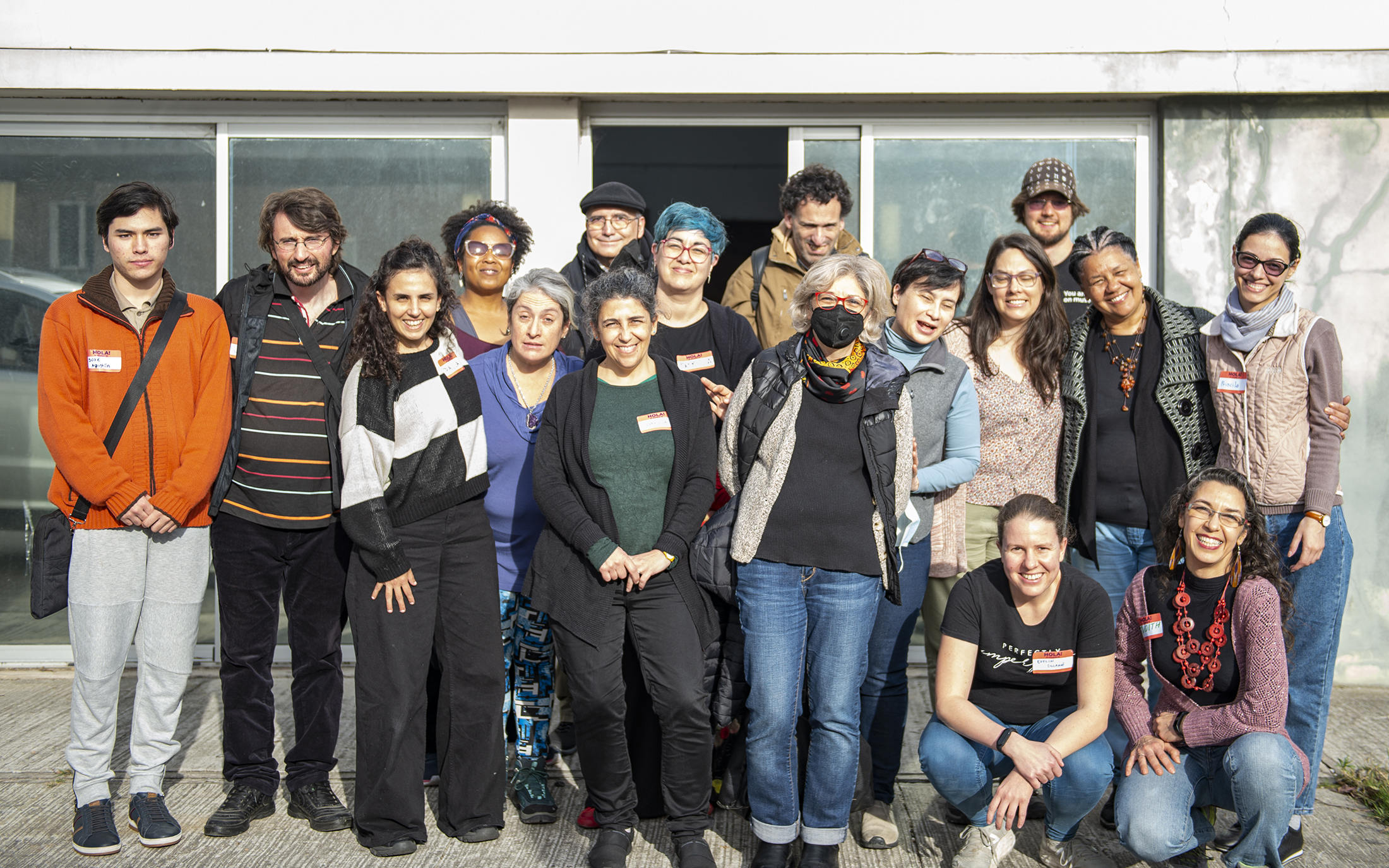
Integrantes asistentes al museo, para participar de la jornada sobre Wikipedia Uruguay.
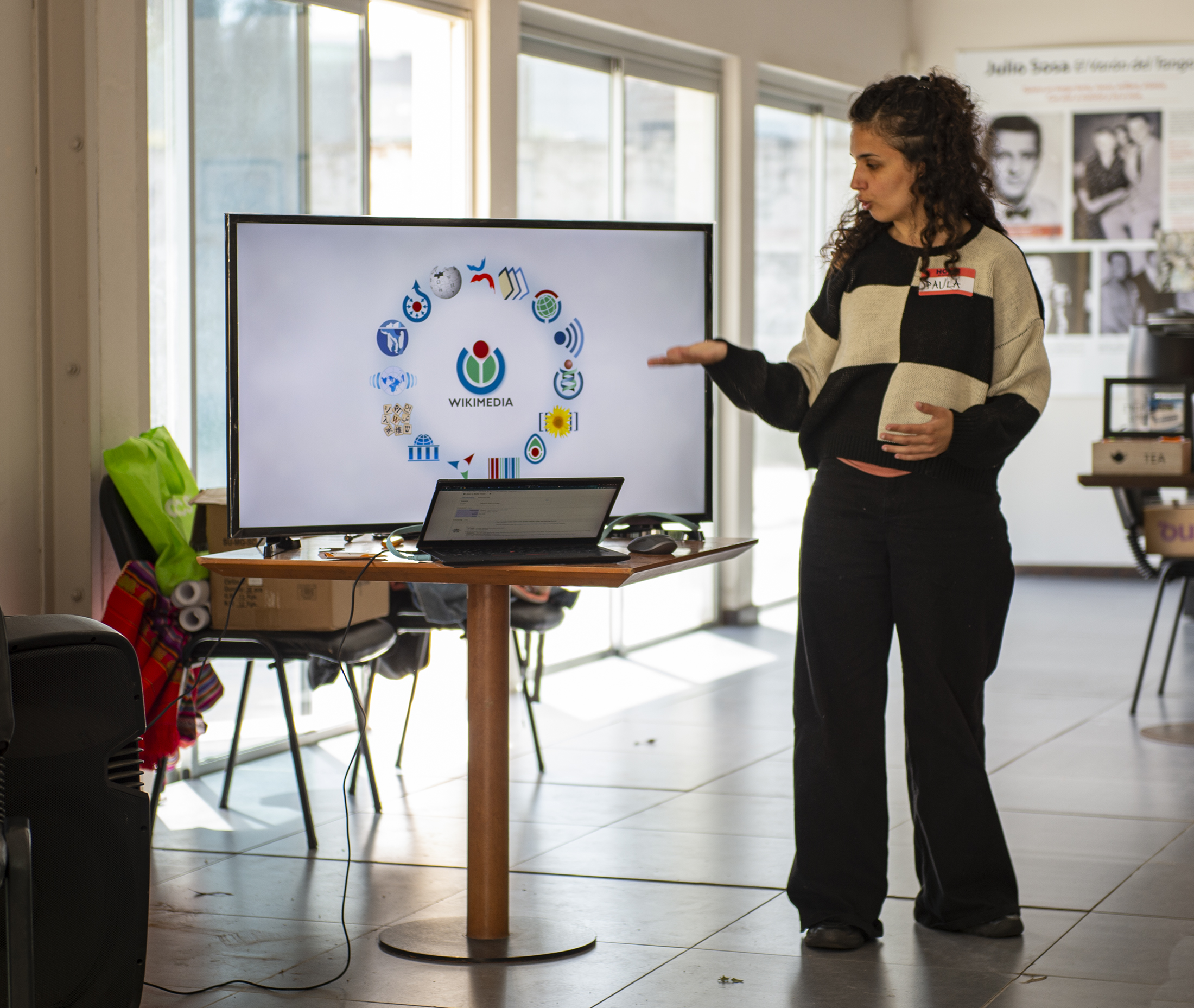
Exposición sobre los proyectos de la Fundación Wikimedia.
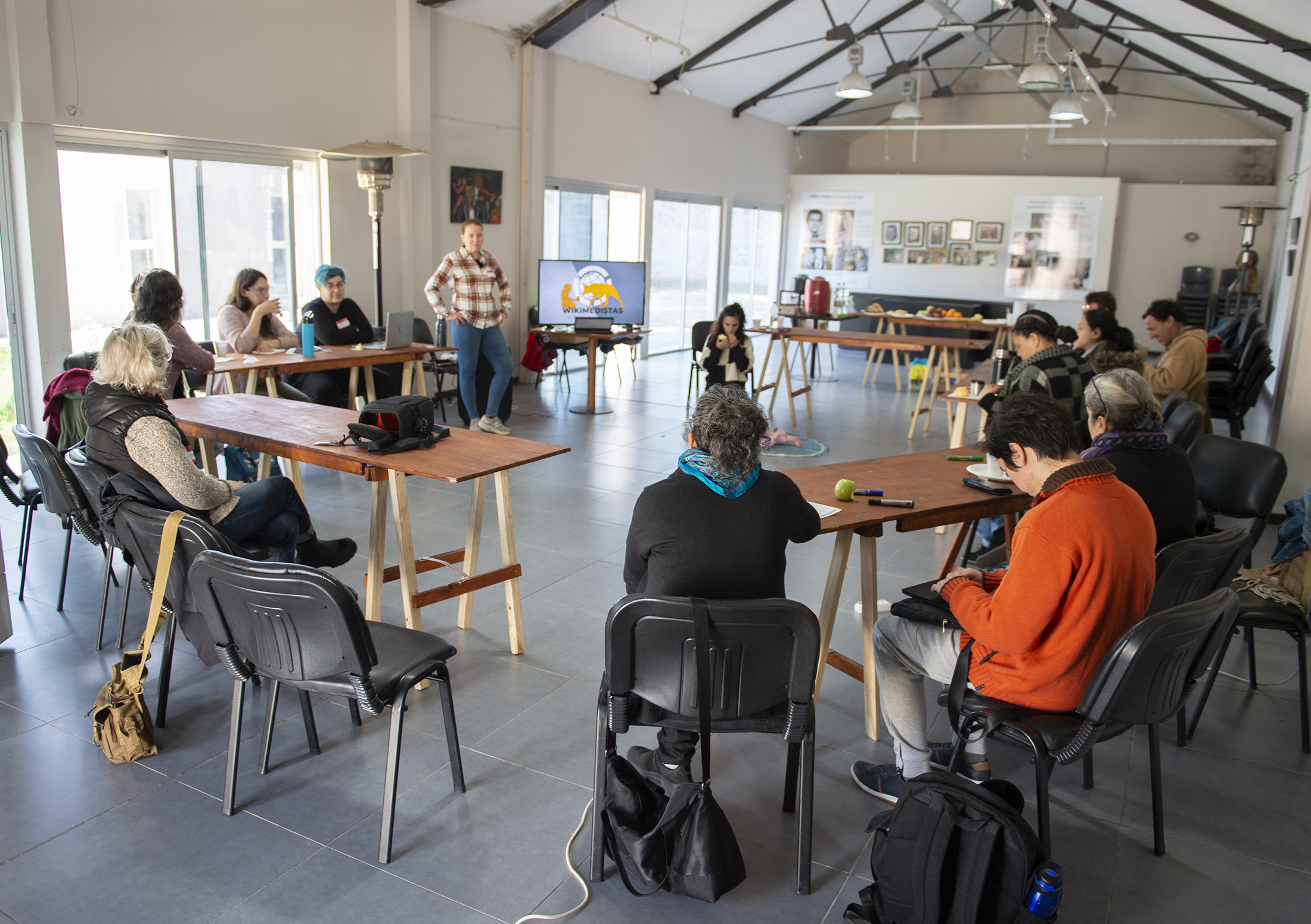
Una de las actividades del grupo de usuarios en el interior del Museo Julio Sosa.

## Quelques données sur le musée

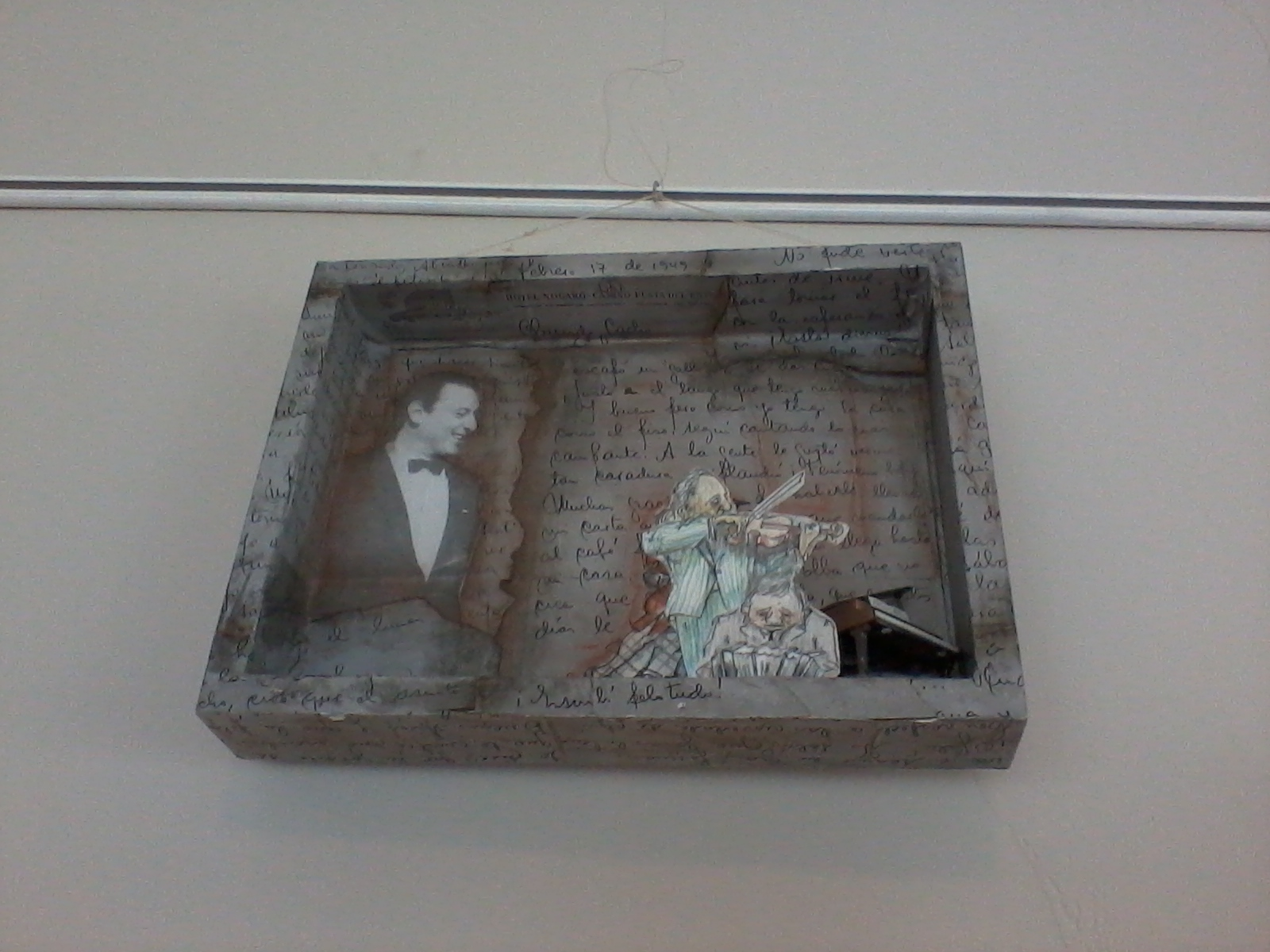
Collection decboîtes Julio Sosa dans le Museo Julio Sosa

Le Musée  dispose de collections diverses et originales sur l'artiste du tango:
- Le Tango comme élément culturel
- La vie et l'œuvre de Julio Sosa
- Des documents appartenant à Julio Sosa
- Une collection d'archives photographiques avec  le cachet de Julio Sosa

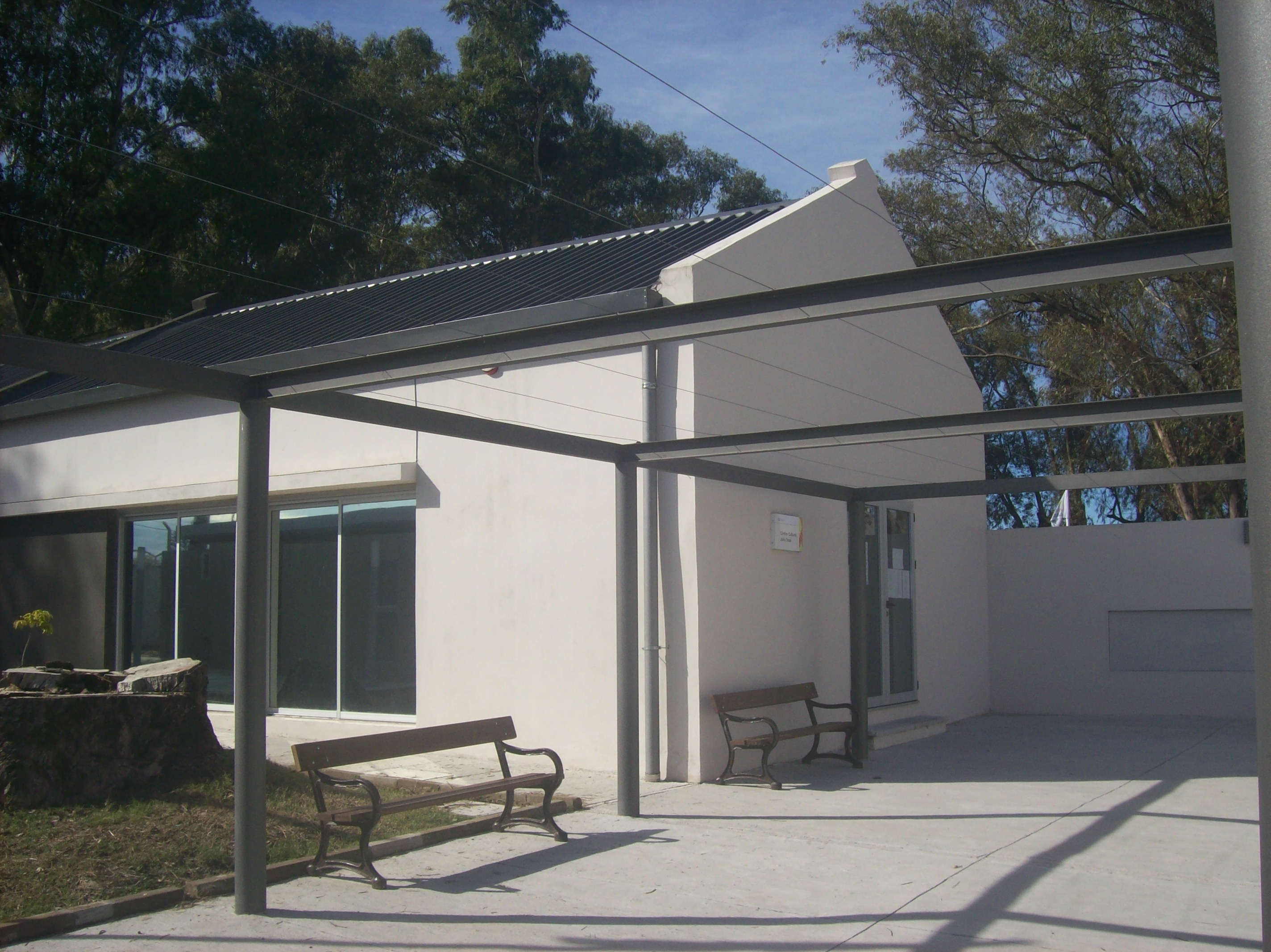
Musée et Espace Culturel Julio Sosa à Las Piedras.

En outre, le Musée contient des phrases dites par Julio Sosa inscrites sur les murs, telles que:
"Quiero un tango lento, ronco, orillero,irónico.
Con olor a malvón y no a rosa."

## Liens connexes
- Las Piedras
- Julio Sosa
- Tango
- Carlos Gardel
- Museo Carlos Gardel